# Amazake babá
Amazake babá, nebo Amazake banbá (japonsky 甘酒婆) je jókai, japonská nadpřirozená bytost, která se vyskytuje ve folkloru prefektur Aomori a Mijagi.

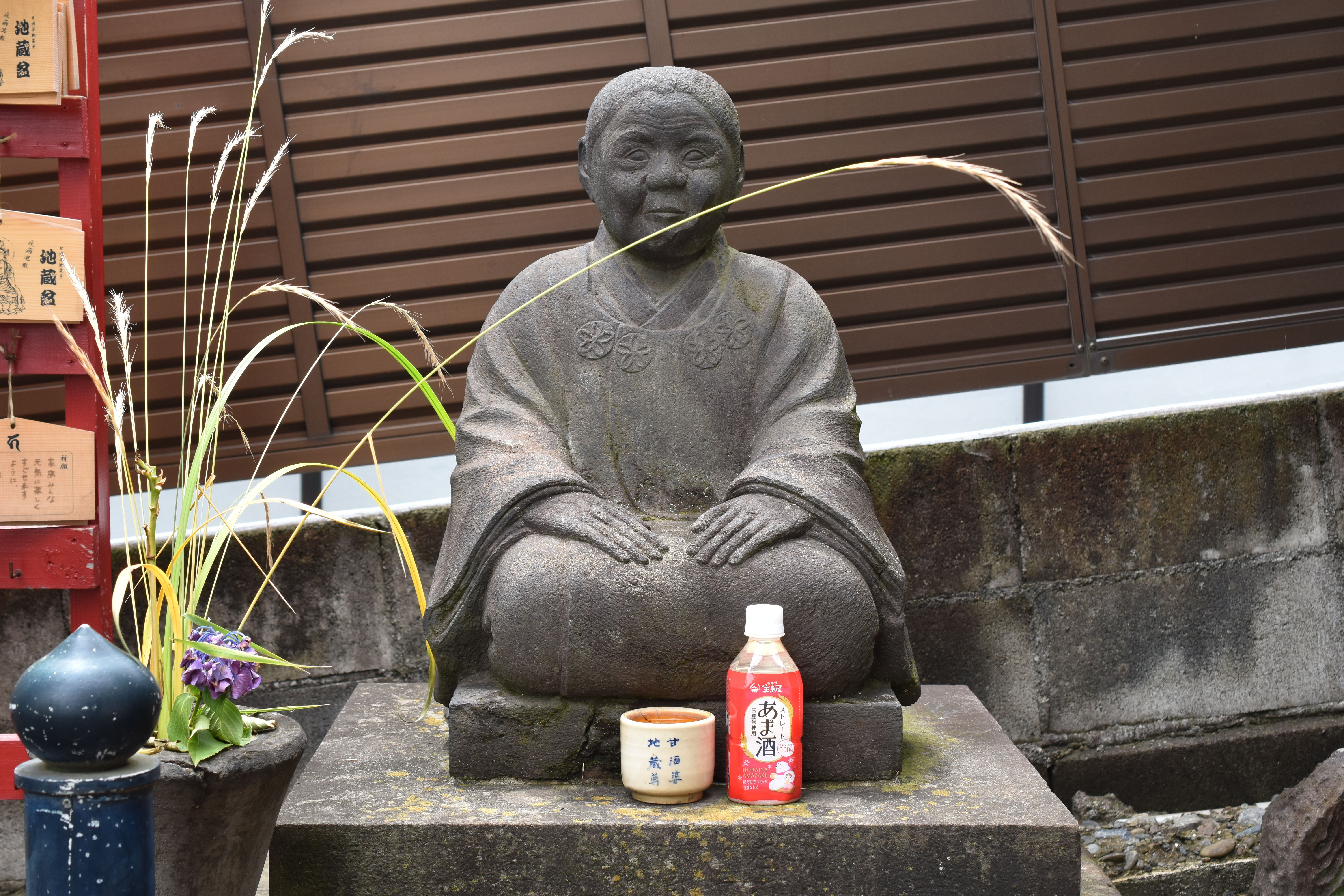
Amazake babá s šálkem amazake.

## Pověsti
V lidovém prostředí existují dvě verze tohoto strašidla, a sice žena, která podle tradice obchází pozdě v noci domy a dětským hlasem volá „Můžu dostat amazake?“, případně tento tradiční sladký nealkoholický japonský nápoj z fermentované rýže nabízí. Obě takto vábí obyvatele do léčky. Kdo této ženě totiž odpoví a otevře, toho stihne závažné onemocnění. Nejčastěji je asociována s neštovicemi, za jejichž démonku je považována.
Ve folkloru prefektury Jamanaši existuje obdobná démonka, Saké Banbá, která nabízí saké. 

## Ochrana před kletbou
Lidé se bránili proti vniknutí této ženy do domu bránili tak, že do dveří umisťovali cedrovou větev, nebo psali nad dveře, že v tomto domě amazake nikdo nemá rád. Matky obětovaly této démonce amazake, aby si ji naklonily a ona neseslala nemoc na jejich děti.

## Současnost
V Japonsku byly pravé neštovice vymýceny až v roce 1956. Do té doby se pověsti o bytostech, které roznášejí nemoci tradovaly s oblibou ve velkých městech, kde se infekce snadno rozšiřovaly kvůli větší koncentraci lidí. Po zpřístupnění očkování proti variole se Amazake Banbá změnila z démonky této nemoci na původkyni onemocnění obecně.